# Should I Stay or Should I Go
Should I Stay or Should I Go är en låt av den brittiska punkgruppen The Clash. Den utgavs som singel 1982, och togs med på studioalbumet Combat Rock. Låten är skriven av alla medlemmar i The Clash, och på sång hörs Mick Jones. Låttexten har varit föremål för spekulationer om att den antingen skulle handla om Mick Jones förhållande med Ellen Foley, eller om att The Clash vid tidpunkten var på väg att splittras. 
Låten kom 1991 att bli mer populär än vid den ursprungliga utgivningen då den användes i en reklamfilm för Levi's jeans. Den återutgavs då som singel och blev en hit i många länder.
2004 blev låten listad i The 500 Greatest Songs of All Time av magasinet Rolling Stone på plats 228.
Låten har funnits med i filmer så som 28 dagar och Cruella.

## Listplaceringar
| Lista (1982)   | Position               |
| -------------- | ---------------------- |
| Irland         | 16                     |
| Kanada         | 40 (RPM)               |
| Storbritannien | 17 (UK Singles Chart)  |
| USA            | 45 (Billboard Hot 100) |

## Listplaceringar, nyutgåva
| Lista (1991)   | Position             |
| -------------- | -------------------- |
| Finland        | 4                    |
| Irland         | 2                    |
| Nederländerna  | 3                    |
| Norge          | 3 (VG-lista)         |
| Schweiz        | 4                    |
| Storbritannien | 1 (UK Singles Chart) |
| Sverige        | 6 (Topplistan)       |
| Tyskland       | 5                    |
| Österrike      | 5                    |